# Sơn Mỹ
Sơn Mỹ est un village de la province de Quảng Ngãi, au Viêt Nam. Le village lui-même est divisé en plusieurs hameaux, les plus grands parmi eux étant Mỹ Lai, Co Luy, Mỹ Khe et Tu Cung.
Il est notamment connu pour le massacre de Mỹ Lai qui y a lieu en 1968 lors de la guerre du Viêt Nam.